# Vitorino Magalhães Godinho
Vitorino Barbosa de Magalhães Godinho (Lisboa, 9 de junio de 1918 - Lisboa, 26 de abril de 2011) fue un profesor universitario portugués, historiador y científico social, considerado uno de los académicos portugueses más destacados, siendo uno de los grandes nombres de la corriente historiográfica actual que comenzó a desarrollarse alrededor de la "Revue des Annales" - Annales d'histoire économique et sociale, promovida por los historiadores franceses Marc Bloch y Lucien Febvre, inicialmente de la Universidad de Estrasburgo. Se doctoró en la Sorbona, Facultad de Letras, Universidad de París, donde pasó una parte de su vida académica y científica. 

## Trayectoria
Hijo de Vitorino Henriques Godinho, oficial del ejército y político republicano, y de D. María José Vilhena Barbosa de Magallanes. Completó sus estudios secundarios en Lisboa, asistió a las escuelas secundarias Gil Vicente y Pedro Nunes, se graduó en Ciencias Histórico-Filosóficas en la Facultad de Letras de la Universidad de Lisboa (1940).
Profesor en la Facultad de Letras de Lisboa (1941 - 1944), investigador en el Centro Nacional de Investigaciones Científicas (1947–1960), Doctor ès-Lettres por la Facultad de Letras en la Universidad de París (1959), profesor titular en el Instituto Superior de Estudios Extranjeros (1960 - 1962), Doctor honorario y profesor asociado de la Facultad de Artes y Ciencias Humanas de Clermont-Ferrand (Francia).
En su formación ejercieron una notable influencia entre los portugueses, António Sérgio, Jaime Corteso, Newton de Macedo, Duarte Leite y el trabajo de Veiga Simões; entre los extranjeros están Lucien Febvre, Fernand Braudel, Marcel Bataillon, CE Labrousse, G. Gurvitch. Se consideran personalidades influyentes de su pasado Henri Pirenne, Marc Bloch, Brunschvicg, Pierre Janet, Jean Piaget, H. Wallon, Goblot, Federico Enriques. VMG luego busca contribuir a forjar una metodología histórico-estructuralista, que tiene sus raíces en Karl Marx y en la corriente de pensamiento de los Annales, de Bloch y L. Febvre. Además, una de las personalidades de esta corriente, F. Braudel, reconoce en el discípulo puntos indiscutibles de convergencia.
Profesor titular de la Facultad de Ciencias Sociales y Humanas de la Nueva Universidad de Lisboa y coordinador del Departamento de Sociología (1975 - 1988). Prix d'Histoire Maritime da Académie de Marine (1970) y Premio Balzan (1991), socio correspondiente de la Academia Brasileña de Letras y la Royal Academy (Londres). Fue Catedrático Emérito de la Nueva Universidad de Lisboa, Departamento de Sociología, FCSH. Fue Catedrático Emérito de la Nueva Universidad de Lisboa, Departamento de Sociología, FCSH.
Su nombre académico se identifica en gran medida con el FCSH de la Nueva Universidad de Lisboa. El profesor Vitorino Magalhães Godinho fue uno de los pioneros de las ciencias sociales en Portugal y fundador de la "Sociologia da Nova". Su espíritu crítico, su actitud problemátizadora, su capacidad de elaboración teórica fueron la referencia para la construcción de la institución, donde existe una profunda fusión entre la historiografía y la sociología. El profesor Vitorino Magalhães Godinho es el académico portugués que mejor representa esta corriente historiográfica, muy cercana a la sociología. 
Dirigió varias colecciones, concretamente en las ediciones Cosmos, y fundó y dirigió el Journal of Economic and Social History (1979). Fue Ministro de Educación y Cultura de los Gobiernos Provisionales Segundo y Tercero, asumió el cargo el 18 de julio de 1974 y renunció el 30 de noviembre del mismo año. También fue director de la Biblioteca Nacional (1984).

## Obra
Habiendo comenzado sus estudios en Filosofía (Razón e historia - Introducción a un problema, 1940; Resumen de algunos problemas de lógica, 1943), pronto se interesó en la historia. E inmediatamente comienza la investigación sobre la Historia de los descubrimientos y la expansión portuguesa. Hay dos líneas de investigación inicial: un trabajo académico exhaustivo sobre las fuentes ( Documentos para la historia de la expansión portuguesa, 1943-1956) desde una problemática muy amplia (La expansión portuguesa del siglo XIV, 1944) y un intento de reconstituir las culturas y civilizaciones antes de la llegada de los portugueses (Historia económica y social de la expansión portuguesa, 1947; El "Mediterráneo sahariano" y las caravanas de oro - Siglos XI al XVI, 1956). Solo de esta manera, en la combinación de estas dos líneas de trabajo, será posible construir la historia portuguesa y su impacto en el mundo en los siglos XV y XVI. Después de continuar su trabajo en la École Practice des Hautes Études en París, con Lucien Febvre, Fernand Braudel y , presenta Prix et monnaies au Portugal: 1750-1850 (1955) y L'économie de l'empire portugais - XV ème –XVI ème siècles (1966), que fue una tesis doctoral (editada en portugués, con adiciones, en 1963-1971, Los descubrimientos y la economía mundial, con edición definitiva en 1983-1984). 
Integra la corriente historiográfica que se desarrolla alrededor de la "Revue des Annales" (Escuela de los Annales). Se destacó por su resistencia a la dictadura (que le valió una doble remoción de la universidad portuguesa) y también por su intervención cívica en la democracia, que resultó en varias publicaciones: El socialismo y el futuro de la Península (1970), Portugal. La patria bloqueada y la responsabilidad de la ciudadanía (1985). Presentó propuestas originales para la reforma del sistema educativo portugués: Un rumbo para la educación (1974). 
Se le debe la actualización y la renovación de los estudios de la historia de la expansión portuguesa en una perspectiva mundial. A partir de las reflexiones e investigaciones de Oliveira Martins, Jaime Corthesion y Duarte Leite consigue ir mucho más lejos y construir explicaciones muy enriquecedoras. The Henriques Discovery Economy (1962) y The Discoveries and the World Economy revelan esta amplitud de preocupación, mostrando cómo varios aspectos de las disciplinas de las ciencias sociales se entrelazan y combinan en la investigación histórica. Los descubrimientos son el crisol donde se forja un nuevo tipo social: ¿lo llamaremos el caballero mercader? - una nueva constelación social - el terrateniente capitalista -, una reestructuración de los lazos político-económicos - el estado nacional mercantilista-nobiliario.
Las viejas formas y las viejas actitudes mentales visten y dan forma a las actividades de los jóvenes, ejerciéndose en marcos geográficos previamente insospechados donde las experiencias y las rutinas vienen de atrás. Desde aproximadamente 1409 hasta aproximadamente 1475, la expansión portuguesa alterna entre modalidades de varios propósitos. Por un lado, una política de conquista territorial por la 'cruzada' contra el islam magrebí; por otro, el metódico descubrimiento del océano desconocido para desarrollar circuitos mercantiles y la colonización de los archipiélagos vírgenes atlánticos.
La crisis financiera de la nobleza y las necesidades de los mercados, y las aspiraciones de la burguesía. El oro del mundo negro como objetivo dominante, pero también los esclavos, los colores de los tintes, el trigo y el azúcar. Políticas a veces fuertemente opuestas, a veces en convergencia. Esto forma un complejo socioeconómico bien diseñado: ¿abarca el noroeste de África? Marruecos, Sahara y Sudán, así como las Azores, Madeira, Cabo Verde y las Islas Canarias. 
También en el dominio de la historia portuguesa moderna y contemporánea, escribió estudios fundamentales y promovió investigaciones que rehicieron muchos temas: La estructura de la antigua sociedad portuguesa (1971), Mito y mercancía, Utopía y la práctica de la navegación, siglos XIII-XVIII (1990). También se le debe la indicación de nuevos temas y nuevos problemas para su investigación y disertaciones, especialmente durante su enseñanza en la Nueva Universidad de Lisboa. 
De sus lecciones de rigor académico, ampliación metodológica y la problematización de las fuentes como objeto cultural, de un ensayo de cuantificación y de cruce con diferentes ciencias sociales, de fundamento teórico y de la aplicación de una visión histórica a diferentes dominios del conocimiento, resultó en una notable renovación de los estudios de historia en Portugal. Como escribió en uno de sus primeros trabajos, "No es posible analizar los problemas de la realidad portuguesa contemporánea sin insertarlos en la trama de la evolución de nuestro país, es decir, sin estudiar las condiciones de formación del mundo en que vivimos, la génesis de nuestra cultura, de nuestra sociedad, de la estructura política y económica de Portugal". En su propuesta de que la historia debe pensarse en la dialéctica de la globalidad y que la historia es una forma de pensamiento, subyace en una visión muy rica y estimulante de la contemporaneidad. 
Vitorino Magalhães Godinho a menudo utilizaba una especie de enfoque sociológico de la historiografía, cercano a la sociología pura, ya que durante la dictadura de Salazar publicó varios libros de sociología pura, y generalmente se lo considera una de las referencias más académicas y científicas. del Departamento de Sociología del FCSH, además de ser el académico principal que dio forma a la estructura del Departamento y también del FCSH, donde hizo algunos discípulos e influyó en la investigación sociológica de varios miembros de la facultad del Departamento, como Moisés Espírito Santo y David Justino. 
Sobre él, dice David Justino: 
Hoy tuve el inestimable honor de colaborar en la presentación del último libro de Vitorino Magalhães Godinho. Compartí esta responsabilidad con el general Loureiro dos Santos y con el Presidente de la Asamblea de la República. Vitorino Henriques Godinho - Patria y República (Edición AR-D. Quijote) es el trabajo más importante publicado sobre la historia de la 1ª República Portuguesa. Esta es una biografía ejemplar que combina la narrativa de gran erudición y rigor con una visión profunda de los problemas de la sociedad portuguesa.
El biógrafo, el padre del autor, participó como oficial de infantería en la Revolución del 5 de octubre (¡una descripción magistral!), Fue diputado de la Asamblea Constituyente y el Parlamento, participó en la preparación del Cuerpo Expedicionario portugués y lo integró en su 2ª División que luchó en La Lys. Posteriormente fue Agregado Militar en París, Ministro de Asuntos Exteriores y Ministro del Interior, después de haber asumido la Dirección General de Estadística del Ministerio de Finanzas de la que Salazar lo expulsó.
A través de esta ruta, Vitorino Magalhães Godinho escribe no solo la biografía, sino que hace una nueva historia de la República.
Lo mejor que he leído.
A los 87 años, VM Godinho deja un legado científico, cultural y cívico a un país que le dio poco y lo rechazó mucho. Su voluntad, su pasión por el oficio de historiador y su patria, pueden mejorar aún más este legado. Aquellos que, como yo, han tenido el raro privilegio de compartir los últimos 30 años de su trabajo, conocen el valor inestimable de esta contribución.
Mário Soares se refiere a él como "un ciudadano ejemplar. Un buen hombre, de integridad excepcional y honestidad moral e intelectual inusual. Tiene una obra que lo ubica entre los más grandes historiadores portugueses. Junto con un Herculano, un Oliveira Martins, un Damião Peres, un Paulo Merêa o un Jaime Cortesao. En la juventud de sus noventa años, no deja de trabajar. Todavía queda mucho por hacer, como siempre, al servicio de Portugal".
El profesor Vitorino Magalhães Godinho es una figura importante en la investigación mundial sobre la economía del descubrimiento. No es de extrañar, por lo tanto, que sus textos más significativos tengan una relevancia y claridad que atraigan a los académicos y a aquellos que desean seria y rigurosamente conocer las condiciones económicas y sociales que marcaron la historia de la primera globalización. 
Sus colaboraciones se encuentran en el semanario Mundo Literario. (1946-1948).